# Ângelo Bonfietti
Ângelo Bonfietti, detto Angelim (San Paolo, 6 agosto 1926 – San Paolo, 10 ottobre 2004), è stato un cestista brasiliano.

## Carriera
Con il Brasile ha disputato due edizioni dei Giochi olimpici (Helsinki 1952, Melbourne 1956) e due dei Campionati mondiali (1950, 1954).